# Kent Andersson (acteur)
Pour les articles homonymes, voir Kent Andersson et Andersson.
Kent Andersson né le 2 décembre 1933 à Göteborg en Suède et mort le 3 novembre 2005 dans la même ville, est un dramaturge et acteur suédois.

## Filmographie
- 1955 : Vildfåglar
- 1963 : Min kära är en ros : Sven
- 1965 : Amour 65 (Kärlek 65)
- 1965 : Nattcafé  : Lalle
- 1968 : Noces suédoises (Vindingevals) :  Alexander
- 1976 : Elvis ! Elvis !
- 1981 : Göta kanal eller Vem drog ur proppen?
- 1982 : Målaren
- 1986 : Les Jönsson sont de retour (Jönssonligan dyker upp igen)
- 1989 : Les Jönsson à Majorque (Jönssonligan på Mallorca)
- 1991 : Bakhalt